# Baron Howard of Glossop
Baron Howard, of Glossop in the County of Derby, ist ein erblicher britischer Adelstitel in der Peerage of the United Kingdom.

## Verleihung und weitere Titel
Der Titel wurde am 9. Dezember 1869 dem liberalen Unterhausabgeordneten Edward Fitzalan-Howard verliehen. Er war zweite Sohn des Henry Fitzalan-Howard, 13. Duke of Norfolk aus der Adelsfamilie Howard. Sein Urenkel, der 4. Baron, erbte 1971 von seiner Mutter Mona Stapleton, 11. Baroness Beaumont auch den Titel Baron Beaumont. 1975 erbte er zudem von seinem Onkel dritten Grades Bernard Fitzalan-Howard, 16. Duke of Norfolk den Titel Duke of Norfolk nebst nachgeordneten Titeln. Die Baronien Howard of Glossop und Beaumont ist seither ein nachgeordneter Titel des Dukedoms.

## Liste der Barone Howard of Glossop (1869)
- Edward Fitzalan-Howard, 1. Baron Howard of Glossop (1818–1883)
- Francis Fitzalan-Howard, 2. Baron Howard of Glossop (1859–1924)
- Bernard Fitzalan-Howard, 3. Baron Howard of Glossop (1885–1972)
- Miles Fitzalan-Howard, 17. Duke of Norfolk, 4. Baron Howard of Glossop (1915–2002)
- Edward Fitzalan-Howard, 18. Duke of Norfolk, 5. Baron Howard of Glossop (* 1956)

Voraussichtlicher Titelerbe (Heir apparent) ist der älteste Sohn des aktuellen Titelinhabers, Henry Fitzalan-Howard, Earl of Arundel (* 1987).